# Втрати 3-ї окремої штурмової бригади

## 2022
1. Євген В'ячеславович Петраш («Юджин») — в Полку «Азов» з 2015, з 24.02.22 в складі підрозділу ССО «Азов», 03.03.22 з побратимами тримав стратегічну оборону перехрестя Буча-Ворзель (район готельного комплексу Сан Маріно). Підрозділ через 12 годин безперервного бою потрапив в оточення. Отримавши тяжке поранення ніг, залишався на позиції, прикриваючи відхід побратимів до останнього подиху [1].  Забрати Юджина побратимам вдалось лише 02.04.22. Поховали в Києві на військовому кладовищі.
2. Васькевич Євгеній Анатолійович («Стрілок»). 3 серпня 1993, с. Ковганівка. Заступник командира підрозділу. Загинув 3 березня 2022 під час боїв за Бучу [1][2][3].
3. Коритько Анатолій Сергійович. 19 березня 1996, с. Мусійки. Загинув 3 березня 2022 під час боїв за Бучу [4][5][1].
4. Хренов Ілля Миколайович («Литвин»). 6 грудня 1995. Солдат. ОПСП «Азов». 3 березня 2022, Буча[6][7][1].
5. Книшук Богдан Васильович («Чіф»). 16 лютого 1992. ОПСП «Азов». 3 березня 2022, Буча [8][9][1].
6. Бісага Володимир Володимирович («Муму-Хорив») - 6 вересня 1993. Член Карпатської Січі, брав участь в АТО. ОПСП «Азов». 3 березня 2022, Буча [10][11][12][1].
7. Микола Сергійович Кравченко («Крук») — загинув 14 березня на Київщині в районі с. Горенка [1].
8. Машовець Сергій Олександрович («Ванчик») — 20 червня 1989, м. Київ. Загинув 14 березня в районі с. Горенка, Бучанський район [13][1].
9. Пономаренко Денис Леонідович («Аскет») — 26 березня 1996. Бойовий парамедик. Загинув 16 березня 2022 в битві за село Мощун поблизу Києва [14][1].
10. Стариков Володимир Володимирович («Рудий») — 5 вересня 1989. Сержант. Загинув 16 березня 2022 в битві за село Мощун поблизу Києва[15]
11. Шикоряк Семен Михайлович («Сем») — 26 грудня 1999. Загинув 16 березня 2022 в битві за село Мощун поблизу Києва[16].
12. Сергій Заїковський («Деймос») — загинув 24 березня 2022.
13. Денис Котенко («Шкіпер») — друг Сергія Заїковського, загинув разом з ним.
14. Анін Руслан Юрійович («Морпєх»). 32 роки. Був бойовим медиком, воював з 2015-го року.  Загинув 11 квітня 2022 в районі села Новозлатопіль Запорізької області [17][18].
15. Ковальчук Олександр Вікторович. 7 грудня 1978, с. Песець. Загинув 11 квітня 2022 біля села Новозлатопіль Запорізької області від осколкового поранення [19].
16. Шинкарук Ігор («Отєц»). 63 роки, м. Чорний Острів Хмельницької області. Загинув 15 квітня 2022 в місті Маріуполь[20].
17. Тарас Лаврів («Джура») — директор та викладач Долинської дитячої художньої школи, керівник Долинської школи бойового гопака імені Івана Богуна, керівник Долинської школи Айкідо Йошинкан. Про загибель повідомлено 17 квітня 2022[21][22]. Був десантований в Маріуполь і загинув там.
18. Сергій Скальд («Шпрот») — був серед добровольців, що 28 березня були закинуті у блокований Маріуполь на допомогу його гарнізону. Загинув 21 квітня[23].
19. Дідківський Вадим Юрійович («Черкаси») — загинув 1 травня 2022.
20. Савчин Володимир Дмитрович («Бойко») — родом з Франківщини. Загинув в 1 травня 2022
21. Міняйло Андрій Олександрович («Маус»). Загинув 30 травня 2022 [24][25]
22. Герліані Даніель Гелайович («Гімалай»). 20 червня 1998, м. Київ. Солдат. Загинув 3 червня 2022 [24]
23. Рубан Віктор Вікторович («Морган»). Солдат. Загинув 10 липня 2022 [24][26]
24. Кобюк Юрій Кирилович («Сокіл»). 13 травня 1989, с. Космач. Загинув 18 вересня 2022 в результаті вогнепального поранення [27][28]
25. Газюк Іван Ярославович («Кріс») — загинув 25 листопада 2022 року в районі населеного пункту Бахмут. Головний сержант 3 штурмового взводу 2 штурмової роти штурмового батальйону.
26. Лабунський Денис Богданович («Гром») — кулеметник, загинув 24 листопада 2022 під Бахмутом.
27. Лисенков Вадим Миколайович («Лисий») — 8 грудня 1996, м. Київ. Загинув 24 листопада 2022 в районі населеного пункту Бахмут, командир взводу, Герой України[29][30].
28. Сердюк Мар'ян Ігорович («Марік») 28.03.2002 р.н. Загинув під Бахмутом 28 листопада 2022[31].
29. Кошарний Валерій Віталійович («Кадет»), 25.04.1995, м. Ромни. Водій-механік, кулеметник. Загинув 01.12.2022 при виконанні бойового завдання в с. Курдюмівка Донецькій області. Вивіз всіх побратимів і не доїхав до посадки — загинув від попадання снайпера[32].

## 2023
1. Свірідов Богдан Романович («Сварог») — загинув 5 січня 2023[33]
2. Новіков Артем Сергійович («Террор») — 8 травня 2002, м. Київ. Загинув 11 січня 2023[34]
3. Завадський Олексій Сергійович («Зава») — загинув 15 січня 2023[35].
4. Церахто Дмитро Валерійович («Грек») — загинув 16 січня 2023, Герой України (посмертно).
5. Коротов Юрій Євгенович «ФІЛ» 02.11.1996 гранатометник загинув 17.01.2023 поблизу м. Бахмут с. Кліщіївка нагороджен Орденом за Мужність III ступені посмертно[36].
6. Шарпар Дмитро. 25 років, м. Харків. Загинув від артилерійського обстрілу поблизу м. Бахмут [37].
7. Коровний Олександр Олександрович («Притула»). 23.02.1994, м. Слов’янськ. Загинув 18.01.2023 в битві за Бахмут [38][39]
8. Калитин Володимир Михайлович— 26 червня 1964, м. Львів. Загинув 19 січня 2023[40][41]
9. Сірук Микола Сергійович («Сова») — 25 років, м. Рівне. Загинув 19 січня 2023[42]
10. Михайлюк Антон Сергійович («Тоні») — 25 років, Малий Павутин. Загинув 19 січня 2023, долучився до підрозділу на початку осені[43][44].
11. Васьковський Володимир Віталійович («Сагайдак») — загинув 20 січня 2023[45].
12. Сіріца Іван Олександрович («Кольщик») — загинув 23 січня 2023 [46].
13. Костриця Едуард Олегович («Опасний»). 19.07.1992, м. Київ. Загинув поблизу села Кліщіївка, Донецька області [47]
14. Дем'яненко Валентин Олександрович («Абу»). 2 лютого 2001. Загинув під Бахмутом внаслідок отриманих осколкових поранень під час ворожого обстрілу[48].
15. Ліпко Павло. 25 січня 1992. Загинув 24 січня 2023 [49]
16. Вялько Володимир Сергійович («Славутич»). 22 грудня 1990, м. Славутич. Загинув 24 січня 2023 [50][51]
17. Малецький Константин Віталійович («Рутен») Народився 26.02.2003 р. Загинув 25.01.2023 р. біля н.п. Кліщіївка під Бахмутом.[52]
18. Бурда Максим Едуардович («Фотограф») — загинув 26 січня 2023[53].
19. Тищенко Антон Васильович («Камінь») — загинув 22 січня 2023[54] біля н.п. Кліщіївка. Нагороджений орденом «За мужність» lll ступеня (посмертно).
20. Бедик Микола-Володимир Степанович («Шахід»). Загинув 24.01.2023. Нагороджений посмертно орденом за мужність ІІІ ступеня. Похований на Личаківському кладовищі[55][56].
21. Бойко Сергій. м. Київ, мешкав в Ірпені. Молодший сержант, командир відділення[57].
22. Каплуновський Станіслав Олексійович («Живий») — загинув 7 березня 2023[58]
23. Колесник Віталій Олександрович («Кудєснік») — загинув 8 березня 2023[59]
24. Масалітов Володимир Іванович («Шаман») — загинув 9 березня 2023[60]
25. Герасимчук Юрій Ігорович («Гера») — загинув 10 березня 2023[61]
26. Смородін Віталій Сергійович («Ітачі»), 14.09.1999 — загинув 11 березня 2023 на бахмутському напрямку. Похований на цвинтарі в селі Вільне[62][63]. Нагороджений посмертно орденом за мужність ІІІ ступеня  та Золотим хрестом.
27. Рубель Володимир («Бакс») — загинув 21 березня 2023[64].
28. Денека Костянтин Анатолійович («Тітан») народився 12.03.1983 року, м. Дніпро. Загинув 01.04.2023 року у передмісті м. Бахмут, при виконанні бойового завдання. Був нагороджений: Медаллю «За військову службу Україні» Орденом «За мужність ІІІ ступеня» та іншими нагрудними відзнаками[65].
29. Мехряков Андрій Павлович («Мех») Народився в Херсоні 14.07.1999. Загинув 04.04.2023 в м. Бахмут при виконанні бойового завданні[66]
30. Рибитва Іван Олексанрович («Фізик») — загинув 7 квітня 2023[67].
31. Бабій Денис Олександрович («Трейн») — 5 липня 1993. Загинув 21 квітня 2023[68][69]
32. Критович Роман Петрович («Рудий») 30.06.1989. Загинув 29 квітня 2023 [70]
33. 6 травня; солдат Каленченко Віталій В'ячеславович
34. Юденко Дмитро Анатолійович («Демон»)— загинув 6 травня 2023 року, командир відділення 3-ї штурмової бригади.[71]
35. Рижук Олександр Васильович («Олекса») — загинув 8 травня 2023[72].
36. Єгоров Олександр Ігорович («Муха») — Старший сержант, 1994, м. Біла Церква. Загинув 8 травня 2023 в бою під Бахмутом [73].
37. Желінський Олександр Анатолійович («Турок») — загинув 8 травня 2023[74].
38. Розгон Максим Васильович («Розгон») — загинув 8 травня 2023[74].
39. Самодєлов Сергій Тимофійович (RED) Народився 27.05.1983 в м. Київ.Загинув 8 травня 2023 біля Предтечине Донецької області. Нагороджений: Відзнакою командувача Сухопутних військ ЗСУ— нагрудний знак «За особисту хоробрість» 30.04.2023, Орденом «За мужність ІІІ ступеня»
40. Дмитренко Тарас («Тара»). Загинув 8 травня 2023 під час штурму ворожих позицій в районі міста Бахмут на Донеччині. Похований в рідному селі[75]
41. Ішимов Богдан Вадимович 1999 р.н.(«Шумок») — загинув 12 травня 2023 року поблизу м. Бахмут.
42. Родіонов В'ячеслав («Мандарин»). 1 березня 1993, м. Полтава. Загинув 17 травня 2023[76][77]
43. Лисак Володимир Валерійович («Альгіз») — загинув 17 травня 2023[78][79]
44. Гордієнко Юрій Васильович «Гордій» 02.03.1969 р.н. Загинув 17.05.2023 р. під час виконання бойового завдання, м. Бахмут. Нагороджений нагрудним знаком «Сталевий хрест». Посмертно нагороджений Орденом «За Мужність» третього ступеню[80].
45. Гаврилов Євгеній Михайлович («Джек») 25.04.1994 р.н. Загинув 17.05.2023 р[81].
46. Яворський Віталій Олександрович («Раптор») 04.12.1982 р.н.. Загинув 17.05.2023 під м. Бахмут[82][83].
47. Шаргородський Олександр («Моряк»). м. Балта. Командир взводу 2-го механізованого батальйону. Воював з 2014 року. Літав на гелікоптерах в оточений Маріуполь на Азовсталь. З січня місяця захищав Бахмут. Загинув 17 травня 2023[84]
48. Легач Василь Васильович («Паяльник»). Народився 27.07.1989 р. Загинув 01.06.2023р під час виконання бойового завдання в околицях н.п. Ступочки Донецької області (Бахмутський напрямок). Нагороджений званням «Почесний громадянин Тячівської міської територіальної громади» посмертно. Отримав відзнаку почесний нагрудний знак Головнокомандувача ЗСУ «Хрест хоробрих». Посмертно нагороджений почесною нагородою «Захисник рідної землі» згідно розпорядження № 425 виконавчого комітету Мукачівської міської ради[85].
49. Чайка Олександр Олександрович («Піаніст») 12.04.1990. Проживав у місті Переяслав Київської області. Загинув 05.06.2023 р. під час бойового завдання поблизу м. Бахмут[86].
50. Бабич Дмитро Вікторович («Смайл») — 1997, с. Михайлівка, Сумська область. Загинув 7 червня 2023 року поблизу м. Бахмут[87][88].
51. Тихонець Олександр Олександрович («Тихон») — загинув 19 червня 2023.
52. Холмогоров Ярослав («Холм») — загинув 19 червня 2023.
53. Філон Олександр Русланович («Вірний») — 28 червня 2023.
54. Кротич Кирило Геннадійович («Моднік»). 23 роки, м. Черкаси. Служив кулеметником штурмового батальйону. Загинув 28 червня 2023 при штурмі позицій ворога. Похорон відбувся 4 липня в селі Хутори[89].
55. Марковін Ігор («Коваль») 2 березня 2003[90]
56. Фадєєнко Олег Віталійович («Малиш») — помер 2 липня 2023 в госпіталі, внаслідок отриманого поранення при виконанні бойового завдання під Бахмутом від артилерійського обстрілу. Герой України, посмертно[91]
57. Басистий Максим Володимирович («Субару»). 2.10.1984. Загинув 5 липня 2023 [92].
58. Гасимов Давид Магір Огли («Фугас») 25.06.1997 р.н, м. Буча. Загинув 06.07.2023 р. поблизу м. Бахмут[93].
59. Наконечнюк Микола Олексійович («Колян») 14.12.1976 р.н. Загинув 15.07.2023 р. поблизу населеного пункту Бахмут. В результаті ворожого танкового обстрілу боєць отримав смертельні поранення.[94].
60. Кротов Кирило. 18 липня отримав тяжкі поранення, а 21 липня 2023 помер в лікарні Дніпра [95].
61. Соболев В’ячеслав. Загинув 22 липня 2023 в Андріївці [96]
62. Буряк Данило Олексійович («Голлівуд») — 16 лютого 1994, Мелітополь, Запорізька область— 24 липня 2023 (29 років), Бахмут
63. Миронюк Сергій Сергійович («Мирон»). 31 грудня 1984. Молоший сержант, головний сержант взводу. Загинув поблизу села Андріївка 24 липня 2023. Герой України (посмертно) [97][98][99]
64. Курій Олександр («Сантос»)[100]— боєць другої роти другого батальйону[101]
65. Бандилко Нестор Анатолійович («Добриня»), нар. 13.01.1994, Житомир. Загинув 7 серпня 2023 поблизу м. Бахмут під час виконання бойових завдань. Нагороджений Золотим Хрестом від Головнокомандувача ЗСУ (2023) та Орденом «За мужність» III ступеня (посмертно).[102]
66. 12 серпня; солдат Місюра Олександр Юрійович
67. Дорошенко Василь Володимирович 1995 р.н.(«Паладін») — загинув 13 серпня 2023 року поблизу м. Бахмут. Посмертно нагороджений орденом За Мужність lll ступеня та «Золотим хрестом»[103][104]
68. 19 серпня; солдат Забіла Нікіта Сергійович
69. 19 серпня; солдат Савельєв Валерій Михайлович (Азімут»)
70. 19 серпня; солдат Хвостик Костянтин Сергійович
71. Сікорський Данило («Марк»). 20 років, м. Херсон. Загинув 20 серпня 2023[105]
72. Романюк Тарас Михайлович. 2001, с. Іванівка. Загинув 20 серпня 2023[106]
73. Кватюра Роман Ярославович 03.01.2003 р.н.(MORTI) Загинув 21.08.2023 під час бойового завдання у н.п. Андріївка поблизу Бахмуту.
74. 21 серпня; солдат Котинін Олександр Володимирович
75. 24 серпня; молодший сержант Мороз Сергій Валерійович
76. 26 серпня; старший сержант Варга Іван Юрійович
77. Пальчун Олександр Іванович 1986 р.н. («Каспер») — після отриманого поранення біля н.п. Андріївка помер в госпіталі м. Київ 27 серпня 2023 року[107].
78. Агеєв Владислав Андрійович («Гатс»). 21 рік, м. Київ. Загинув при виконанні бойового завдання на Бахмутському напрямку Донеччини. Похований на Берковецькому цвинтарі столиці[108].
79. Марковкін Ігор Юрійович «Коваль». Фанат футбольного клубу «Динамо» (Київ), представник колективу North Company. 29 серпня 2023[90][109]
80. 31 серпня; солдат Михальченко Євген Васильович
81. 31 серпня; солдат Якимець Олексій Іванович
82. Черниш Володимир «Редбулл». 21 грудня 1981. Загинув в бою за Бахмут 10 вересня 2023[110].
83. Сичов Даниїл В'ячеславович, 09.01.2000 р.н. («Бронік»), загинув 12.09.2023 р. біля населеного пункту Андріївка, поблизу м. Бахмут[111].
84. Барсуков Олександр Валерійович 1994 р.н. («Дворф») — загинув 12 вересня 2023 року[112][113].
85. Кирда Микола Васильович, 18.02.1987 р.н. («Бунь») Загинув 12 вересня 2023 року у населеному пункті Андріївка, поблизу м. Бахмут[114].
86. Глодан Юрій Юрійович («Набат»), 23.01.1992— загинув внаслідок поранень від мінометного обстрілу 12 вересня 2023[115]
87. 12 вересня; солдат Свіщ Олександр Олександрович
88. Карпов Олександр Олександрович 1999 р.н. («Карп») — загинув 13 вересня 2023 року звільняючи с. Андріївка[116][117].
89. Рубан Михайло Анатолійович («Мішаня») — 18.11.1993,. Загинув 13 вересня 2023[118]
90. Голубенко Богдан Ігорович («Бостон») — 27 років, с. Пашківка Київської області. Сержант. Загинув 14 вересня 2023[119]
91. Голубенець Олег Олегович «Історик» 12.11.1991 р.н., с. Криве Озеро Друге Миколаївської області — загинув біля н.п. Богданівка Донецької області 11 листопада 2023 року.[120]
92. Пастушок Тарас Васильович («Бульба»). 21.08.1986, м. Рівне. Загинув 11.11.2023 р. біля населеного пункту Хромове, поблизу м. Бахмут[121]. Був нагороджений нагрудним знаком («Хрест Хоробрих»).
93. 11 листопада 2023 — Голубенець Олег («Історик»). 12.11.1991, с. Криве Озеро Миколаївської області. Загинув поблизу села Богданівка від мінометного обстрілу[120]
94. 15 листопада 2023 — Ярош Максим Вікторович. 28 лютого 1998, м. Переяслав. Заступник командира бойової машини, навіднику-оператору 1 механізованого відділення, 3 механізованого взводу, 1 механізованої роти, 1 механізованого батальйону. Загинув поблизу населеного пункту Хромове Донецької області[122][123].
95. Фурман Олег Миколайович. 28 років, Хмельницька область. Старший солдат. Загинув 24 листопада 2023 [124]
96. 16 грудня; старший солдат Зеленко Володимир Вікторович

## 2024
1. Жуковський Ігор Віталійович «Аспірін» 09.08.1997—16.01.2024 Стрілець-санітар. Останній бій в районі населеного пункту Андріївка Донецької області[125].
2. Петренко Костянтин Сергійович («Пітер»). 23 роки, селище Доброслав. Загинув 17 січня 2024 поблизу міста Красногорівка Донецької області [126][127].
3. Дідик Вадим Едуардович «Мун». Народився 18.01.2000 р.н в смт Калита, Київська обл. Загинув 8 лютого 2024 під час виконання бойового завдання в Авдіївці[128].
4. Летучий Ігор Андрійович (Lezo) Народився 16.10.2004, м. Лисичанськ (вимушений переселенець). В 19 років став добровольцем. Загинув 8 лютого 2024 при виконанні бойового завдання в м. Авдіївка Донецької області[129]
5. Козак Богдан Михайлович. 16 березня 2005, м. Львів. Загинув 9 лютого 2024 під час оборони Авдіївки. Похорон відбувся 15 лютого 2024 в місті Львів[130]
6. Фролов Всеслав. м. Кривий Ріг. Загинув 9 лютого 2024 під час оборони Авдіївки [131][132][133]
7. Шаповалов Костянтин Анатолійович «Кос». Народився у м. Запоріжжя 6.10.1981 року. Старший солдат, командир машини. Загинув 10 лютого 2024 під час оборони міста Авдіївка[134]
8. Лонський Леонід Людвігович, 20.09.2004. «Ікс», 19 років, народився в с. Ягодинка Житомирської області. Солдат номер обслуги кулеметного відділення взводу вогневої підтримки. Загинув в м. Авдіївка 11 лютого 2024[135]
9. Зенін Кирило (Кірілл) Андрійович («Зеніт»). 21 березня 2002, м. Марганець. Оператор штурмового відділення. Загинув 11 лютого 2024[128][136][137][138]
10. Янкевич Назар Мар’янович («Ян»). 5 жовтня 2004, м. Ходорів. Загинув 12 лютого 2024 під час оборони українського міста Авдіївка[139][140]
11. Бахчиванжи Володимир Ілліч («Докер»). 13 лютого 1962, м. Бердянськ. Загинув 12 лютого 2024 під час оборони українського міста Авдіївка[141]
12. Островерхов Юрій Юрійович («Борзий»). 27 років, с. Новогригорівка Херсонської області. Загинув 12 лютого 2024 прикриваючи побратимів під час відходу, отримав смертельні поранення внаслідок ворожого обстрілу[142].
13. Прокопчук Вадим Миколайович. 17 лютого 2001, с. Човниця. Загинув 12 лютого 2024 біля м. Авдіївка Донецької області [143][144][145]
14. Полянський Ілля Олександрович. 12 березня 1999, м. Пологи. Загинув 12 лютого 2024 [146][147][148].
15. Лицевич Ярослав Васильович. 19 червня 1995, с. Дідівка. Загинув 12 лютого 2024 біля населеного пункту Авдіївка Донецької області [147][148][149][150]
16. Близнюк Владислав. 23 роки, м. Бровари. Солдат. Загинув 12 лютого 2024 [151]
17. Задорожний Віталій Сергійович («Кевін»). 5 червня 1984, м. Фастів. Був поранений 11 лютого 2024 в Авдіївці під час виконання бойового завдання. Помер від отриманих травм 13 лютого 2024 в госпіталі[152].
18. Сазонов Андрій («Сазон/Красавчик»). 20 червня 1998, с. Соколів. Старший солдат, командир машини, другий штурмовий батальйон. Загинув 13 лютого 2024 в Авдіївці[153][154]
19. Ульман Кирило В'ячеславович («Німець»). м. Дніпро. Засновник бренду комбучі Godzyki. Загинув 15 лютого 2024 під час виходу з Авдіївки[155][156].
20. Січко Денис Віталійович («Рижий») 29.04.2000, с. Яришів.  4-та штурмова рота 1-й штурмовий батальйон.
21. Черненко Руслан Вікторович. 23 червня 1998, с. Пшеничне. Загинув 16 лютого 2024 [157].
22. Маслак Артем Вікторович («Ворон»), молодший сержант. Загинув 21 лютого 2024
23. Волошин Єгор Едуардович («Кобзар»). 30 квітня 1996, м. Павлоград. Загинув 21 лютого 2024 в Авдіїівці [158][159]
24. Остаповець Роман Віталійович. 28.12.1999, 24 роки, м. Сарни, Рівненська область. Загинув 22 лютого 2024[160].
25. Рачок Андрій. 21 рік, с. Райполе, Дніпропетровська область. Загинув 22 лютого 2024[161].
26. Хомич Максим Сергійович («Арій»). 25 січня 1993, м. Калуш. Молодший сержант. Загинув 29 лютого 2024[162]
27. Семененко Данііл Олександрович («Ульв») Загинув 29 лютого 2024[162][163]
28. Сковородецький Михайло («Метеор») 40 років, с. Ратуш Вінницької області. Загинув 1 березня 2024 поблизу села Орлівка Донецької області під час евакуації поранених [164]
29. Навалішен Павло Русланович («Пабло»). 22 роки, 12 липня 2001, м. Кодима. Загинув 2 березня 2024 в Орлівці Донецької області[165].
30. Нєжинський Віталій Володимирович («Док»). 18 жовтня 1996, м. Белз. Загинув 3 березня 2024[166]
31. Остапчук Олег Миколайович («Пес»).17.07.1977. м.Запоріжжя. Механік-водій. Загинув 3 березня 2024 на Донеччині [167][168].
32. Гузовський Павло («Пашко»). 33 роки, селище Гранітне Житомирської області [169].
33. Купчик Дмитро Володимирович («Севас») 2.05.2002, м. Севастополь. Молодший сержант, заступник командира БМ, оператор-навідник 1-го механізованого відділення, 2-го механізованого взводу, 2-ї механізованої роти, підрозділ” Гідра”, 2-го механізованого батальйону. Загинув 6.3.2024 біля с. Орлівка [170][171].
34. Грицун Ігор Геннадійович («Шаміль») 13.04.1997 р. народився у м. Полтава,  загинув 7.03.2024 р. у нп. Орлівка[172]
35. Фільов Євген Сергійович («Філя»). 28 липня 2000, селище Велика Лепетиха Херсонської області. Молодший сержант, оператор БПЛА. Загинув 8 березня 2024 на Донецькому напрямку [173]
36. Мірошниченко Костянтин Валентинович («Мірош»). 3 липня 1992, м. Черкаси. Загинув 10 березня 2024[174][175].
37. Люклян Іван Тарасович («Кандар»). 6 січня 1999, с. Томашгород. Загинув 11 березня 2024 в селі Новоселівка Перша Донецької області  [176][177]
38. Мовчан Денис («Боєць»). 18 років, м. Біла Церква. Оператор протитанкового відділення. Загинув 13 березня 2024 поблизу Авдіївки [178]
39. Брєдов Володимир Володимирович («Вальдемар»). 08.01.2004. Загинув 13 березня 2024, коли виконував бойове завдання в місті Авдіївка[179].
40. Бугрім Олег Русланович («Іспанець»). 19 років, м. Дніпро. 1-й механізований батальйон, 1-ша мехрота, 1-й взвод. Кавалер ордену За мужність ІІІ ступеня. Загинув 14 березня 2024[180].
41. Кожан Тарас. 2.01.2001, м. Львів. Загинув 15 березня 2024 [181][182][183]
42. Красій Василь Васильович. 5.12.1985, с. Луквиця. Загинув 16 березня 2024 поблизу села Орлівка Донецької області [184][185].
43. Жигадло Артем («Ронін»). 30 вересня 1994, м. Біла Церква. Загинув 18 березня 2024 внаслідок бойових дій біля н.п. Орлівка, Донецької області[186]
44. Крупицький Дмитро («Стоматолог»). 53 роки, Донецька область. Загинув біля Авдіївки, намагаючись евакуювати побратимів та затримати ворогів [187].
45. Шепель Віталій Геннадійович («Тихий»). 15.11.1997, с. Зубковичі. Кулеметник. Загинув поблизу населеного пункту Орлівка, Донецької області[188][189].
46. Масло Дмитро («Лисий»). 19 років, м. Сквира. В жовтні 2023 пройшов навчання в Франції. Стрілець-санітар. Загинув біля села Орлівка Донецької області [190].
47. Бондаренко Віталій Іванович («Айдар»). Народився 28.09.1993 р.н в с. Пилипенки Зіньківський район. Загинув 22 березня 2024 під час виконання бойового завдання в населеному пункті Орлівка Донецької області.[191]
48. Куданов Олександр Іванович. 7 грудня 1983, м. Золотоноша. Загинув 27 березня 2024 під час боїв біля населеного пункту Орлівка Донецької області[192]
49. Бутрим Юрій Володимирович. 30.11.1987, м. Полтава. Загинув 27 березня 2024 біля населеного пункту Орлівка Донецької області[193]
50. Бойчук Владислав Віталійович, («Нацист»). 12.08.2002, м. Вінниця. Став на захист нашої батьківщини з 18 років. Загинув 27 березня 2024 під час виконання бойового завдання в н.п. Орлівка Донецької області[194].
51. Жиленко Станіслав Юрійович («Стус»). 1994, с. Тернівка. Стрілець-санітар. Загинув від ворожого удару дрону поблизу Орлівки [195].
52. Гук Юрій Романович («Атом»), 03.05.2004, 19 років, м. Івано-Франківськ. Загинув 10.04.2024 року біля н.п. Нововодяне[196].
53. Штирмер Вадим Миколайович («Терен»). 8 лютого 1993, с. Лутівка. Загинув 14 квітня 2024 під час виконання  бойового завдання біля населеного пункту Терни, Донецької області[197].
54. Цирулик Олександр Іванович. 23 листопада 1984, с. Биликівка. Загинув 15 квітня 2024 поблизу села Терни Донецької області[198].
55. Ткачов Микола. 4 жовтня 1998, м. Ірпінь. В січні 2024 підписав контракт. Загинув біля села Терни Донецької області [199][200].
56. Тикуцький Олександр Сергійович «Under» 19.08.2003 Луганська область Штормове. Загинув 17.04.2024 н.п Терни[201]
57. Чишко Андрій Олександрович («Чиж»). 15.06.1989, м. Запоріжжя. Загинув 19.04.2024 н.п. Терни[202]
58. Макась Богдан Володимирович («Мак»). 10.02.2004, м. Городня Чернігівської області. Загинув 21 квітня 2024 року в н.п. Нововодяне, Сватівського р-ну, Луганської області[203]
59. Охремчук Кирило Олександрович («Карім»). Народився в Криму. Молодший сержант. Загинув 24 квітня 2024 [204][205][206].
60. Щасливий Олександр. 4 вересня 1969, с. Богданівка Знам'янського району Кіровоградської області. Стрілець-санітар, старший солдат. Загинув 24 квітня 2024 поблизу села Сергіївка Сватівського району Луганської області[207]
61. 28 квітня 2024; солдат Остапенко Ілля Володимирович («Чівас»)
62. Кишенко Петро Володимирович («Fox»). Сержант, медик. Загинув 28 квітня 2024 надаючи допомогу побратиму [208][209].
63. Непомнящих Михайло Володимирович. Солдат, водій-слюсар.  Загинув 28 квітня 2024 [210]
64. Кончак Олег. 28 лютого 2002, м. Самбір. Загинув 28 квітня 2024 біля села Сергіївка Луганської області [211][212].
65. Шумілов Євген («Мет»). 32 роки, м. Київ. Був ротним медиком. Захищав пораненого побратима. 30 квітня 2024[213][214]
66. 2 травня 2024 — Юзва Олександр Васильович. 16.02.1970, с. Цегів. Загинув під час виконання бойового завдання біля н.п. Сергіївка, Сватівського району, Луганської області[215].
67. 3 травня 2024 — Шавкун Владислав Андрійович («Водяний»). 23.09.2003, м. Марганець. Нагороджений орденом «За мужність» ІІІ ступеня. Загинув в с. Нововодяне Сватівського р-н Луганська області[216].
68. Шумада Вадим Володимирович 6.12.1980, м. Вишневе Бучанський район, Київська область Загинув 10 травня 2024, Луганська обл, Новоєгорівка[217][218][219]
69. Фученко Павло Васильович. 16.11.1981, м. Тисмениця. Загинув 12 травня 2024 поблизу населеного пункту Новоєгорівка Сватівського району Луганської області[220].
70. Асалінський Данило Едуардович («Борзий»). Квітень 2004, Харківська область. Загинув 12 травня 2024[221]
71. Дудик Олексій Михайлович. Позивний Лексус. 8.08.1983, с. Високе, Вінницької області. Загинув 13 травня 2024[222]. Похований 20 травня 2024 року у Львові на Марсовому Полі.
72. Семенюк Артур Олександрович («Комбо»). 22 роки, м. Київ. Загинув 13 травня 2024 [223]
73. Костиркін Віктор Олексійович («Мейн-Кун»). 17 лютого 1998. Загинув 24 травня 2024 на Донеччині[224].
74. Лисенко Євгеній Вікторович («Школьнік») 19.11.2001. Загинув 24 травня 2024 на Харківщині[225].
75. Кравчук Владислав Олександрович. 1999, м. Рожище. Солдат. Загинув у районі населеного пункту Новоєгорівка Сватівського району[226]
76. Тарасюк Олексій («Reynar»). Загинув 26 травня 2024
77. Митюк Ярослав Ярославович «Патрік» Народився 06.02.1996, с. Добряни, Львівський рн. Загинув під час бойових дій 15.06.2024 в н.п Нововодяне, Сватівського рн, Луганської обл. Похований в рідному селі Добряни, Львівської області[227]
78. Лук'янюк Микола В'ячеславович. 25 листопада 1996, с. Комарове. Загинув 16 червня 2024[228]
79. Манжура Максим Олексійович (Британець). 23.08.1998, с. Дорогинка, Фастівського району Київської області. Загинув 17 червня 2024 в с. Нововодяне Луганської області[229]
80. 17 червня 2024 — Которов Денис Юрійович. 11 січня 2004, м. Чернівці. В травні отримав черепно-мозкову травму і помер від інфекції мінінгіту, яка заразила його у зв'язку з травмою. Помер в лікарні[230][231].
81. Крук Павло Іванович. 10 липня 1993, с. Лави, Чернігівська область. Проживав в Києві. Загинув 20 червня 2024 в районі с. Сергіївка Сватівського району Луганської області[232][233].
82. Істомін Денис Євгенович «Море». 29.08.1981, м. Енергодар. Працював на ЗАЕС. Служив в 35ОБМп, визволяв Херсон. Старший солдат 3 ОШБР. Загинув 20.06.2024 р. біля населеного пункту Нововодяне Сватівського району, Луганської області[234]
83. Гнаповський Віктор Олегович «Гном» (28.02.1998 — 23.06.2024). Уродженець Хмельницької обл., Старосинявський район. 24 січня 2024 року потрапив на службу в ЗСУ, проходив навчанняту (м. Десна). Отримав посаду стрілець. Через 2 місяці перевели у 3ОШБ. Віктор з останнього виїзду 18.06.24 р. не повернувся, останній бій прийняв у с. Сергіївка, Луганської області. 22.06. отримав поранення, 23 червня 2024 його серце зупинилося у госпіталі Харківської області. У нього залишилась дружина Марина та донечка Злата[235].
84. Думка Володимир. 11.03.1992, м. Львів [236].
85. Кляштофорський Володимир Іванович («Колумб»). 21 травня 2000, с. Нагірянка. Служив в 3ОШБр. Загинув 3 липня 2024 біля населеного пункту Новоєгорівка Сватівського району[237][238]
86. Акименко Віталій Юрійович («Акім»). 14.08.1974. Загинув 06.07.2024, Луганська область, с. Нововодяне[239]
87. 13 липня 2024 — Колісніченко Тарас Миколайович. 23 вересня 1991. Солдат, оператор відділення протитанкових ракетних комплексів взводу вогневої підтримки, який загинув під час виконання бойового завдання біля н.п. Нововодяне, Сватівського району, Луганської області. Похований в рідному місті Біла Церква (Київської області) на Алеї слави[240].
88. 14 липня 2024 — Василенко Андрій Володимирович («Бука»). 13.05.1995, Монастирищенський р-н Черкаська область. Смертельне поранення отримав у с. Нововодяне, Луганської області[241].
89. Гаврилов Михайло Юрійович (Писар) 19.09.1993-20.07.2024. Молодший сержант, командир протитанкового відділення взводу вогневої підтримки. Отримав поранення під час виконання бойових дій (Нововодяне, Сватівський напрямок) та помер у лікарні. Похований у Києві (Берковецьке кладовище).[242]
90. 25 липня 2024 — Сідор Михайло Сергійович («Переводчик»). 10 серпня 1991,с. Круп'янське, Чернівецька область. Загинув від вибухової травми у с. Новоєгорівка, Сватівського р-н, Луганської області[243]
91. Окул Георгій («Джордж»). 25.01.1980, м. Львів. Загинув 10 серпня 2024. Був оператором дрону. Загинув 10.08.24р. під час виконання бойового завдання біля н.п. Сергіївка Сватівського р-ну. Луганської області.[244]
92. Бояновська Юлія Ігорівна («Тиша»). 2 вересня 2004, с. Кнісело. Стрільчиня-операторка. Загинула 12 серпня 2024 біля населеного пункту Греківка Сватівського району Луганської області[245].
93. Дяків Олег. 1989, с. Іваниківка. Мав посаду стрільця й служив помічником гранатометника. Загинув 12 серпня 2024 поблизу села Нововодяне Сватівського району[246].
94. 15 серпня 2024 — Ворошик Сергій Володимирович «Парабола». 6 квітня 1992, м. Соснівка. Солдат, навідник-оператор танку, з побратимами очолив танк Т-72. Загинув під час виконання бойового завдання поблизу с. Нововодяне Луганської області. Похований на «Алеї Героїв» у рідній Соснівці[247].
95. 16 серпня 2024 — Руднікович Ілля. 13.11.2002, м. Львів[248].
96. 16 серпня 2024 — Трофімчук Микола Сергійович («Лівша») 19 червня 2003, м. Рівне. Загинув від отриманого важкого поранення на Луганському напрямку[249]
97. 23 серпня 2024 — Лазюк Олександр Олександрович («Зевс») 19.03.2006, с. Зарванці Вінницької обл. В травні 2024 р. підписав контракт з 3 ОШБр. Стрілець. Загинув на Луганському напрямку с. Сергіївка Сватівський район [250].
98. 29 серпня 2024 — Єрмолаєв Золтан Степанович. Медик. Народився 3.11.1998 в с. Королево, Берегівського р-ну. Загинув в напрямку на с. Сватове, Луганської області[251].
99. 3 вересня 2024 — Блинов Ігор Анатолійович («Лінг»). Народився 26.07.1993 р.в м. Дніпро. Стрілець-номер обслуги 3 штурмового відділення 3 штурмового взводу 3 штурмової роти 1 штурмового батальйону, мав посаду медика взводу. Загинув від важкого поранення, яке отримав рятуючи життя побратиму, в районі н.п. Новоєгорівка Сватівського району Луганської області. Вічна слава і світла пам'ять Герою![252]
100. 3 вересня 2024 — Шевців Владислав Віталійович («Шеврон»). с. Першотравневе Визирської громади. Загинув під час виконання бойового завдання в районі н.п. Новоєгорівка, Луганської області[253].
101. 23 вересня 2024 — Настич Данило («Рижий»). 12 січня 2003, м. Кривий Ріг. 1-й механізований батальйон. Загинув в районі населеного пункту Нововодяне, Сватівського району Луганської області [254][255].
102. 25 вересня 2024 — Додатко Святослав Олегович «Сомалі». 12.10.1998, м. Кривий Ріг.Загинув під час виконання бойового завдання біля населеного пункту Невське Сватівського району Луганської області[256][257].
103. 3 жовтня 2024 — Владислав Олексин. 4.10.2003 [258].
104. 5 жовтня 2024 — Романько Ростислав («Пабло») 11 травня 2006, м. Маріуполь[259].
105. 8 жовтня 2024 — Кащенко Володимир. с. Каплистівка [260].
106. 10 жовтня 2024 — Потураєв Ігор, 1 червня 1990 р.н., м. Кривий Ріг. 09.10.2024р. поблизу населеного пункту Макіївка Сватівського району Луганської області під час виконання бойового завдання отримав серйозне поранення, а 10.10.2024. під час евакуації медиками, отримав смертельне поранення[261].
107. 10 жовтня 2024 — Тарнавський Владислав. с. Давидів, Львівський район. Загинув під час виконання бойового завдання поблизу села Макіївка Луганської області[262].
108. 28 жовтня 2024 — Овчарук Дмитро. с. Колбаєвичі Рудківської громади. Кулеметник штурмового батальйону Шквал. Загинув під час виконання бойового завдання на Луганському напрямку біля Макіївки [263]
109. 1 листопада 2024 — Ляшкевич Данііл Вікторович («Берсерк»), 10.01.1995. Загинув поблизу с. Копанки Ізюмського району Харківської області внаслідок удару авіабомбою по бойовій позиції [264][265][266][267][268][269][270].
110. 1 листопада 2024 — Нагорна Валентина Олександрівна («Валькірія»), бойова медикиня, 2-й механізований батальйон. Загинула від удару КАБу [265][266][267][268][269][271].
111. 5 листопада 2024 — Рябіч Руслан. м. Кривий Ріг. Гранатометник, 2-й штурмовий батальйон [272]
112. 18 листопада 2024 — Драгомирецький Кирило Петрович («Рішельє»). м. Київ, мешкав на Оболоні. Автоблогер. Мобілізувався в травні 2024. Загинув в районі с. Новоєгорівка, Куп'янського району. Похований на Берковецькому цвинтарі [273][274].
113. 18 листопада 2024 – Липницький Ілля, 12.06.1975, м. Львів. Засновник гурту “Rareform”, грав на барабанах [275].
114. 19 листопада 2024 — Дядюсь Віталій Сергійович. 6.11.2005, Войнилів. Солдат, старший стрілець-оператор. Загинув біля с. Новоєгорівка [276]
115. 25 листопада 2024 — Майоров Данило Сергійович, солдат, 3 ОШБр. 2002 р.н., с. Онуфріївка. Загинув на Харківщині [277].
116. 25 листопада 2024 — Гончар Володимир («Тревіс»). 29.07.1998, м. Львів. 3 ОШБр [278].
117. 25 листопада 2024 — Петерсон Кирило. 27 років, м. Слов'янськ. Гранатометник 1-й штурмовий батальйон 3 ОШБр. Загинув біля с. Новоєгорівка Сватівського району [279].
118. 10 грудня 2024 — Тимур Асіф Огли Алієв. 11.05.1988, м. Львів [280].
119. 10 грудня 2024 — Осика Микола.  4 лютoгo 1995, с. Григорівка. 16 серпня 2024 підписав контракт. Загинув біля Нoвoгеoргієвки Сватівськoгo райoну Луганськoї oбласті [281]
120. 10 грудня 2024 — Ткаченко Яків Михайлович («Артист»/«Хмель»).   2 лютого 1979, м. Дніпро. Молодший сержант. Загинув біля с. Першотравневе на Харківщині.
121. Басараба Олександр. 42 роки, с. Княждвір. Проживав в Чернівцях. Загинув в селі Новоєгорівка, Луганська область. Похорон відбувся 4 січня 2025 [282][283][284]

## 2025
1. 3 січня 2025 — Курочка Євген Олександрович («Краз») 9 липня 2002, с. Боровківка Верхньодніпровського району. Командир відділення.[285]
2. 4 січня 2025 — Семиліт Олег. 7 червня 1980, м. Дніпро. Командир відділення. Загинув поблизу населеного пункту Новоєгорівка на Луганщині.[285]
3. 11 січня 2025 — Мацьків Володимир 16.11.1970, м. Львів [286].
4. 18 січня 2025 — Савич Дмитро Юрійович («Вінір»). Оператор БПЛА. 31.08.2000. Загинув поблизу міста Ізюм [287]
5. 12 лютого 2025 — Лазорко Василь. 41 рік, м. Жидачів. Загинув на Луганщині [288]
6. 16 лютого 2025 — Гечко Мартін. 18.06.1981, с. Нагірці Львівської області [289]
7. 15 березня 2025 — Боримський Леонід Вікторович («Рим»). Солдат, 2-й механізований батальйон. 7.3.1997, с. Червоне, Бердичівський район. Загинув в районі Копанок Ізюмського району Харківської області [290][291]
8. 27 березня 2025 — Штуца Ігор. 22 роки, м. Херсон [292]
9. 30 березня 2025 — Скрут Юрій. 23.12.1994, м. Львів. Загинув на Харківщині [293]
10. 5 квітня 2025 — Половінко Маргарита. 24.3.1994, м. Кривий Ріг. 2-й механізований батальйон [294][295][296]
11. 15 квітня 2025 — Лев Арсен. 24 роки, м. Дрогобич. Бойовий медик [297]
12. 14 травня 2025 — Таренов Нікіта («Латвієць»). Латвія. Ексбоєць Кракена, засновник формації Nord Storm, співзасновник Культу Ножа та легіонер Центурії. Загинув на Харківщині, потрапив під удар ворожого дрона [298][299]
13. 11 червня 2025 — Карвацький Віталій Сергійович («Турист»).  22 жовтня 1999, м. Дніпро. Пілот FPV-дронів. Загинув на Харківщині. Герой України (посмертно) [300][301]
14. 30 червня 2025 — Сало Олег («Штанга») 4.04.2004, м. Львів [302]
15. 30 липня 2025 — Климович Ігор («Африка») молодший лейтенант. 13.06.1991, с. Грабовець. Загинув на Харківщині[303][304]